# Mother 3
Mother 3 — японская ролевая игра, вышедшая 20 апреля 2006 года, разработанная Brownie Brown и HAL Laboratory и выпущенная Nintendo эксклюзивно для портативной игровой консоли Game Boy Advance.
Сюжет игры является продолжением EarthBound и повествует о мальчике-псионике по имени Лукас, который вместе со своими друзьями противостоит загадочной армии, состоящей из солдат в масках свиней, и пытается защитить от их пагубного влияния свои родные острова.
Возглавил процесс разработки Нобуюки Иноуэ, за сценарий отвечал создатель серии Mother Сигэсато Итои, а музыку написал Сёго Сакаи. Разработка Mother 3 велась на протяжении двенадцати лет для четырёх разных консолей: сначала игру разрабатывали для Super Nintendo Entertainment System, потом её перенесли на Nintendo 64, затем — на Nintendo 64 DD, дополнение к Nintendo 64. В 2000 году разработку игры отменили, но в 2003 году её возобновили для Game Boy Advance.
Mother 3 высоко оценили как критики, так и игроки, и она была коммерчески успешна. В основном игровые издания хвалили графику, саундтрек, проработанный сюжет, но геймплей, с другой стороны, неоднократно был назван несколько устаревшим и мало изменившимся со времён EarthBound. Игра так и до сих пор не вышла за пределами Японии, и поэтому фанаты с сайта Starmen.net перевели её самостоятельно с японского на английский. 17 декабря 2015 года Mother 3 стала доступной для платного скачивания в Virtual Console на игровой приставке Wii U в Японии.

## Игровой процесс
Как и предыдущие игры серии, EarthBound Beginnings и EarthBound, Mother 3 является японской ролевой игрой для одного игрока. Игрок управляет отрядом минимум из одного и максимум из четырёх героев, который исследует мир игры с видом от третьего лица сверху. Во время исследования мира отряд может встретить неигровых персонажей, находить предметы, выполнять различного рода задания или сражаться с врагами. Побеждая врагов, персонажи получают очки опыта. Получив определённое количество опыта, персонаж получает повышение уровня, а значит, и характеристик — к примеру, очков здоровья, очков силы, и т. п. У каждого из игровых персонажей есть свои уникальные способности, к примеру, Лукас и Куматора могут использовать псионику. В магазинах можно покупать различные предметы и экипировку для героев. Экипировка также позволяет усилить им те или иные характеристики. Иногда игрок может найти горячие источники. Если герои в них искупаются, их здоровье и очки силы будут полностью восстановлены. За победу над противниками игрок получает игровую валюту DP (Dragon Points, англ. драконьи очки), на которую можно покупать предметы в магазинах. Сохранение игры происходит у точек сохранения — лягушек. Лягушки также необходимы, чтобы положить или снять DP со своего счёта.

## Разработка
Разработка Mother 3 для Super Famicom началась в 1994 году. Продюсерами проекта выступили Сигэру Миямото и Сатору Ивата, а команда разработчиков состояла из людей работавших ранее над EarthBound. Под впечатлением от игры Super Mario 64, ставшей одним из проектов доступных в момент выхода в продажу консоли Nintendo 64, разработчики решили перенести разработку с Super Famicom на новую систему, посчитав что таким образом они смогут раскрыть свой творческий потенциал, создав трёхмерный мир без технических ограничений. Однако в изначальном варианте, требования разработчиков по объёму памяти превосходили ограничения консоли и потому во время разработки команде пришлось уменьшить масштаб проекта и изменить целевую платформу на 64DD: периферийное дополнение к Nintendo 64, которое было выпущено только в Японии в 1999 году. На момент принятия этого решения, предполагалось что Mother 3 станет игрой доступной вместе с запуском 64DD, однако разработка снова вернулась к консоли Nintendo 64 после того как оказалось, что 64DD стала коммерческим провалом. Демоверсия Mother 3 была показана на выставке Nintendo Space World в 1999 году и ожидалось, что финальная версия выйдет в Северной Америке под названием EarthBound 64 и будет использовать 256-битный картридж, аналогичный The Legend of Zelda: Ocarina of Time. Журналисты IGN положительно оценили демоверсию, сравнив её с выпущенной только в Японии ролевой игрой Live A Live для Super Famicom, где использовалось повествование от лица нескольких героев, а читатели журнала Famitsu поставили игру в Топ-10 самых ожидаемых игр 1999 года.
После нескольких переносов, в конце августа 2000 года Сигэсато Итои объявил, что разработка Mother 3 была отменена. Ивата и Миямото в интервью подтвердили, что ресурсы были переброшены на разработку следующей консоли от Nintendo, GameCube. Итои предполагал, что для завершения проекта потребовалось бы 2 дополнительных года, а сама разработка на момент отмены была выполнена на 30 %. Ивата отметил, что в ретроспективе, решение сместить фокус проекта на трёхмерную графику сделало проект излишне сложным, а Миямото заявил, что серия Mother не заброшена и он заинтересован в выпуске игры.
В 2003 году в японской рекламе Mother 1+2 было объявлено, что разработка Mother 3 перезапущена и в качестве целевой платформы была выбрана Game Boy Advance. Итои ранее считал, что перезапуск проекта был невозможен, однако решил продолжать благодаря поддержке фанатов серии Mother. Игра была разработана дочерней студией Nintendo, Brownie Brown с участием Итои. Хотя графика была изменена с трёхмерной на двухмерную, сценарий игры остался неизменённым. Работа над Mother 3 была завершена на 60 % к июлю 2004 года и игра была выпущена в Японии 20 апреля 2006 года.

### Дизайн
Итои начал думать о концепции Mother 3 ближе к завершению разработки Mother 2, где основной идеей проекта стала бы детективная история, а главным персонажем являлся бы сам город в котором происходило действие. Фабулой должна была стать история о частном детективе-бабнике, который бы занимался написанием посредственных романов и был бы замешан в большом деле об убийстве, а повествование происходило бы от лица молодой продавщицы цветочного магазина, которая бы медленно вспоминала части истории, относящейся к сюжету. По задумке, таким образом город бы увеличивался в размерах. Идея «одно место меняющееся со временем» стала ключевой в Mother 3. В отличие от предыдущих RPG, которые Итои считал подобными роуд-муви с низкой мотивацией для повторного прохождения, в разрабатываемом проекте он хотел добиться того, чтобы город рос динамически. Эта задумка была сильным отклонением от идей предыдущих игр, поэтому команда разработчиков задавалась вопросом будут ли фанаты считать игру частью серии. Итои планировал, что в игре будет 12 глав, в каждой из которых будут использоваться различные игровые механики и меняющиеся персонажи, которыми управляет игрок. Дизайнер считал, что финальный продукт будет чем-то похожим на игру с движущимися трёхмерными куклами до тех пор, пока он не осознал о том насколько сложно это будет для разработки. По мере того, как разработка затягивалась, Итои пришлось уменьшить масштаб проекта, снизив количество глав до 7 или 9. Центральной идеей игры и вдохновением для метало-деревянного логотипа Mother 3 стало использование персонажей-химер, которые представляли собой одно существо и вызывали ощущение «неудобной красоты». В отличие от предыдущих циклов разработки игр серии Mother, в Mother 3 Итои меньше играл роль менеджера и больше брал на себя функции участника команды и сценариста. Дизайнер ставил перед собой цель сделать одновременно и игру, в которую бы он сам хотел играть, и расставить ловушки для игрока, и сделать игру, которую не могла бы создать Nintendo.
Итои решил использовать пиксельный стиль Mother 2 для Mother 3 на Game Boy Advance поскольку его не интересовали тенденции в компьютерной графике. Как и в предыдущих частях серии, тексты игры были написаны с использованием хираганы вместо кандзи. Итои описал игровой мир как борьбу за власть выражаемую принципом «кто сильный мачо — тот и прав». Порки (яп. ポーキー по:ки:), антагонист игры, стал выражением «символа человеческого рода» и показывал точку зрения Итои на зло, проявляя себя в спектре от «шалостей» до «преступлений». В интервью изданию Nintendo Dream, Итои сравнил момент осознания персонажами их психической силы с менструацией и добавил, что человеческая физиология была «одной из тем игры». Момент, когда игроки потеют во время изучения новой способности основан на убеждении Итои, что развитие происходит благодаря физическим сложностям. Также дизайнер включил в игру таких персонажей как Магипси и Дастера, у которого больная нога, для того чтобы показать ценность обладания друзьями с различными качествами.
Другим лейтмотивом проекта стал дуализм игры, выражающийся как в серьёзности сюжета, так и беззаботности затрагиваемых тем. Из-за этого Итои добавил серьёзную сцену смерти в первой главе. В изначальной версии, разрабатывавшейся для Nintendo 64 концовка игры была более мрачной, грязной и грустной, хотя в финальной версии концепция немного изменилась. Итои объяснял смену тона повествования своим собственным развитием, а также характерами новой команды разработчиков. После выпуска, Итои отзывался о концовке игры как об уроке добродетели в помощи плохим людям. Дизайнер считал, что тема возрождения показанная в финале, отражает его взгляд на необходимость ценить своё время на Земле, учитывая неизбежный конец существования планеты. Большая часть переработанного сценария игры была написана в местном отеле, где команда собиралась после рабочего дня.

### Музыка
Саундтрек Mother 3 был написан композитором Сёго Сакаи, который ранее работал над музыкой для таких игр HAL Laboratory как Kirby Air Ride и Super Smash Bros. Melee. Сигэсато Итои объяснил выбор Сакаи тем, что у музыканта было глубокое понимание сюжета игры, а также тем фактом, что оба предыдущих композиторов серии EarthBound Кэйити Судзуки и Хирокадзу Танака были недоступны. Сакаи старался, чтобы музыка звучала похоже на композиции ранее вышедших игр серии. Саундтрек Mother 3 был выпущен на компакт-дисках 2 ноября 2006 года. Рецензент сайта RPGFan, Кайл Миллер посчитал, что саундтрек игры остался таким же причудливым, как и в предыдущих играх серии. Миллер отметил что вторая половина альбома, которая состояла из переанжированных «классических» музыкальных композиций серии, по его мнению была наиболее сильной стороной саундтрека.
Главная музыкальная тема игры, «Love Theme», была написана в конце разработки игры: изначально Итои намеревался сделать основной композицией «Pigmask Army», однако во время работы над важной сценой в игре, Сакаи попросили создать мелодию, которая бы производила на игроков большее впечатление, чем лейтмотив пигмасков (англ. Pigmask) и во время написания нового трека, он был выбран в качестве основного. Итои посчитал, что учитывая как быстро Сакаи создал новую мелодию, то по его мнению композитор специально «ждал этот заказ». Геймдизайнер попросил композитора, чтобы трек «Love Theme» можно было играть на пианино, используя всего один палец, как это ранее было с музыкальной темой из Mother, «Eight Melodies», которая стала популярной и исполнялась в младших классах школ из-за своей простоты. Трек «OK desu ka?» являющийся семплом голоса Итои, который проигрывается во время набора игроком имени своего игрового персонажа, был записан Хирокадзу Танака без ведома геймдизайнера за десять лет до выпуска Mother 3.

## Выпуск
Mother 3 была выпущена в Японии 20 апреля 2006 года, где она стала бестселлером. Перед выпуском игра входила в «Топ-5 самых ожидаемых игр» журнала Famitsu и возглавляла топ японских чартов предзаказанных игр. Перед выходом в продажу, музыкальная композиция «Love Theme» использовалась Почтой Японии в качестве мелодии для ожидающих ответа абонентов. Кроме основной игры, также было выпущено ограниченное издание Deluxe Set, включавшее в себя специальную версию консоли Game Boy Micro и значок Франклина. Игра рекламировалась на японском телевидении роликом, в котором актриса Ко Сибасаки рассказывала о своих впечатлениях о Mother 3 и была готова расплакаться. Итои впоследствии отмечал, что реакция Сибасаки не была срежиссированной. Игра была переиздана для сервиса Virtual Console на консоли Wii U для японского региона 17 декабря 2015 года. По информации редактора журнала Game Informer, Имрана Хана, Nintendo планировала локализовать игру на английский язык, однако отменила проект из-за опасений что «утрата» как центральная тема игры, а также эпизоды использования наркотических веществ и жестокого обращения с животными вызовут критику.

### Любительский перевод
Mother 3 не была официально выпущена за пределами Японии. 17 октября 2008 года сообщество поклонников игры Starmen.net выпустило любительскую локализацию Mother 3 в виде патча для ROM образа игры, который после применения заменяет весь текст на английский. Проект перевода начался когда основатель сообщества Starmen.net, Рейд Янг (англ. Reid Young) осознал, что у Nintendo нет планов по выпуску локализованной версии и потому он вознамерился решить эту задачу для себя и поклонников игры. Команда переводчиков состояла из дюжины участников, во главе с Клайдом Манделином (англ. Clyde "Tomato" Mandelin), который являлся профессиональным переводчиком с японского на английский. Проект продолжался 2 года и потребовал тысячи человеко-часов для завершения. По подсчётам, стоимость аналогичной работы переводчиков-фрилансеров составила бы 30 000 долларов США.
Работы над проектом включали в себя перевод, написание и рецензирование около 1000 страниц игрового сценария в дополнение к продвинутому взлому ROM образа и тестированию для того, чтобы убедиться, что игра корректно отображает переведённый текст. В переводе использованы небольшие отклонения от сценария оригинала, такие как замена мест, имён и каламбуров. В ходе работы было сделано не так много значительных изменений, однако имена некоторых персонажей и названия локаций, команда переводчиков изменила. Например, персонаж игры Ёкуба, чьё имя частично произошло от слова яп. 欲望, был переименован в Фассада, в основу имени которого было взято французское слово фр. façade и по случайности созвучное с арабским словом араб. فساد‎, означающим «коррупцию». Процесс взлома ROM образа требовал внесения изменений в код игры на уровне ассемблера для добавления поддержки пропорциональных шрифтов.
Команда сообщала, что высшее руководство Nintendo of America знало об их проекте, хотя и не вмешивалось. Группа локализаторов была готова закрыть проект, если бы Nintendo сделала объявление о будущем игры или если бы правообладатель потребовал прекратить работу над локализацией. Разработчики осознавали, что легальный статус их проекта был неясным, поскольку использование локализации требовало использования эмулятора. После выпуска, патч с локализацией был загружен более 100 000 раз в течение первой недели. Вместе с выпуском перевода, команда также объявила о создании путеводителя по игре на английском языке Mother 3 Handbook, который был в разработке с июня 2008 года. Путеводитель должен был быть 200-страничной полноцветной книгой сопоставимой по качеству с публикациями от издательств Prima Games или BradyGames. Обозреватель издания The Verge посчитал, что двухлетний процесс перевода является доказательством преданности фанатов игры.